# Sibonor Ompuratus
Sibonor Ompuratus is een bestuurslaag in het regentschap Samosir van de provincie Noord-Sumatra, Indonesië. Sibonor Ompuratus telt 631 inwoners (volkstelling 2010).